# Sippin' on Some Syrup
Sippin on Some Syrup é o segundo single do quarto álbum do grupo de rap Three 6 Mafia, When the Smoke Clears: Sixty 6, Sixty 1.
O titulo da música e o refrão fazem referência ao consumo da droga Purple drank,também conhecida como 'Sizzurp',uma droga que foi extremamente popularizada na cena do Southern rap

## Informação
A canção estreou na Billboard Hot 100 chart, mas tem tido algum sucesso no Hot R&B/Hip-Hop Músicas, chegando a #30.
Ao participar na canção, o grupo UGK tornou-se particularmente conhecido, embora ele já tinha feito uma aparência de alto relevo no single "Big Pimpin'", de Jay-Z.

## Video clipe
A versão original do vídeo não foi muito transmitida por emissoras como MTV ou BET, o remix está disponível em vez de apenas na Internet, em sites como o YouTube.
O clipe de vídeo original é ambientado principalmente em um clube de noite caro, onde todos os artistas tomam drinques,incluindo o Purple drank, comendo e dançando em companhia de muitas meninas. Algumas cenas são filmadas ao ar livre. O primeiro verso é batido por Pimp C e DJ Paul, Juicy J eo segundo por Bun B. E Project Pat canta o refrão em seu lugar.

## Desempenho nas Paradas
| Parada musical (2000)                        | Melhor posição |
| -------------------------------------------- | -------------- |
| Estados Unidos (Billboard R&B/Hip-Hop Songs) | 30             |